# Wysoke (obwód kijowski)
Wysoke (ukr. Високе, hist. pol. Wysokie) – wieś na Ukrainie, w obwodzie kijowskim, w rejonie białocerkiewskim, w hromadzie Tetyjów. W 2001 liczyła 753 mieszkańców, spośród których 742 wskazało jako ojczysty język ukraiński, 10 rosyjski, a 1 mołdawski.